# Georges Lemmen

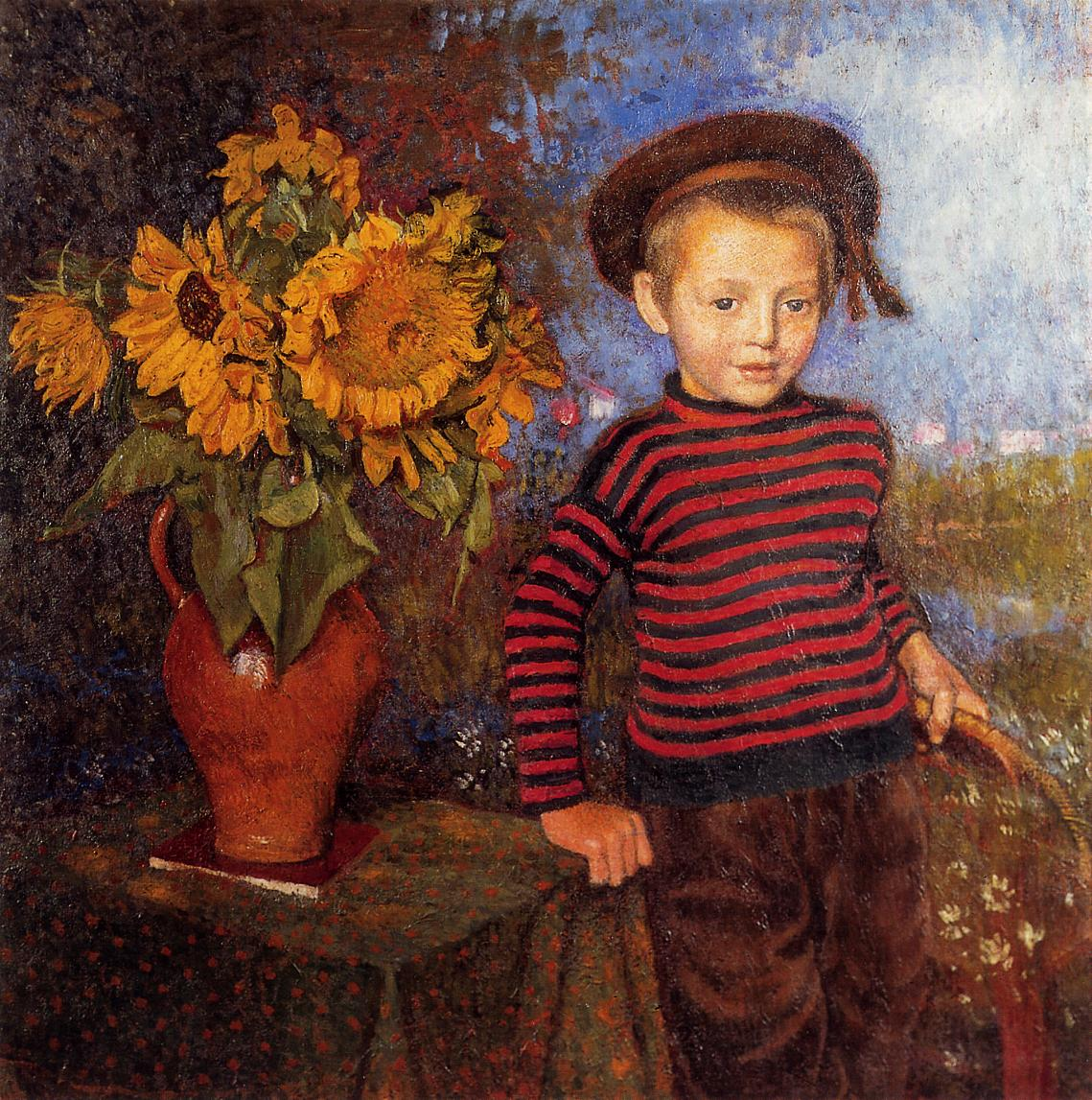
Mały Piotruś

Georges Lemmen (ur. 25 listopada 1865 w Brukseli, zm. 15 lipca 1916 tamże) – belgijski malarz, tworzący w stylu secesji.
Oprócz obrazów tworzył ilustracje książek i plakaty, projektował tkaniny i mozaiki.